# Орешкевич Федір Гаврилович
Фе́дір Гаври́лович Орешке́вич (* 24 квітня (6 травня) 1872, Одеса — 2 жовтня 1932, Київ) — український оперний співак (лірико-драматичний тенор).

## Життєпис
Походив з родини військового, закінчив юнкерське училище, до 1897 року служив офіцером в царській армії.
З 1897 по 1900 навчався співам в Петербурзі у Ф. І. Гущина.
1900 року дебютував в Тифліській опері, прийнятий до Маріїнського театру. В сезоні 1904—1905 років співав у Варшаві.
В 1902 та 1904 роках гастролював у петербурзькому Новому літньому театрі «Олімпія», 1909 — в московському театрі Солодовникова, 1910 — у Катеринославі.
Протягом 1906—1913 та 1915—1925 років був солістом Київського оперного театру, з 1920 по 1925 рік — головний режисер театру. В 1914—1915 роках — соліст московського Большого театру.
Викладав в Музично-драматичній школі М. Лисенка.
В 1910-х роках викладав у Київській консерваторії; серед його учнів — майбутня народна артистка УРСР Віра Гужова.
З 1917 року брав діяльну участь в організації української опери.

## Творчість
За спогадами сучасників, був володарем гнучкого красивого голосу з особливо розвиненим верхнім регістром. Йому однаково добре вдавалися як ліричні так і драматичні партії.
Також виступав як камерний співак, у його репертуарі були і романси й українські народні пісні.
Серед партнерів на сцені — Л. Балановська, Катерина Воронець-Монтвід, М. Гущина, Валентина Куза, Максиміліан Максаков, Григорій Пирогов, Йоаким Тартаков, Павло Тихонов, Олександр Улуханов, Платон Цесевич, Олександра Чалєєва, Федір Шаляпін, Марія Янса.
Записувався на грамплатівки, зокрема, на фірмі «Екстрафон».

### Виконані партії
- Радамес — «Аїда» Дж. Верді,
- Герцог — «Ріголетто» Дж. Верді,
- Альфред — «Травіата» Дж. Верді,
- Вертер — «Вертер» Ж. Массне,
- Йонтек — «Гальшка» С. Монюшка,
- Шуйський — «Борис Годунов» М. П. Мусоргського,
- Голіцин — «Хованщина» Мусоргського,
- Гофман — «Казки Гофмана» Ж. Оффенбаха,
- Гвідон — «Казка про царя Салтана» Римського-Корсакова,
- Герман, «Пікова дама» П. І. Чайковського,
- Ленський — «Євгеній Онєгін» Чайковського,
- Садко — «Садко» Римського-Корсакова,
- Берендей — «Снігуронька» Римського-Корсакова,
- Ликов — «Царська наречена» Римського-Корсакова.